# Walter Sonntag (Politiker)
Walter Sonntag (* 27. Juli 1899 in Berlin; † 2. April 1959 ebenda) war ein deutscher Politiker (SPD).
Walter Sonntag besuchte eine Volksschule und machte eine Lehre als Werkzeugmacher. Im Ersten Weltkrieg wurde er 1917 eingezogen und im folgenden Jahr schwer verwundet. 1919 wurde er als Schwerkriegsversehrter entlassen. Er besuchte die Ingenieurschule Gauß (heute Berliner Hochschule für Technik (BHT)) in Berlin und schloss als Techniker ab. Gleichzeitig war Sonntag Funktionär im Reichsbund der Kriegsbeschädigten und Kriegsteilnehmer und trat 1923 der SPD bei. Ab 1934 arbeitete er als Techniker bei Siemens & Halske.
Nach dem Zweiten Weltkrieg war Sonntag ab 1946 Betriebsrat bei Siemens & Halske und außerdem ehrenamtlicher Richter beim Landessozialgericht Berlin. Durch den Tod Otto Suhrs rückte Sonntag im September 1957 in das Abgeordnetenhaus von Berlin nach.